# Повалиха (приток Оби)
Повалиха — река в Алтайском крае России. Устье реки находится в 9 км по правому берегу Повалихинской протоки Оби, впадающей в Обь в 3380 км от устья. Длина реки составляет 100 км, площадь водосборного бассейна 870 км². В верховье, до впадения Журавлихи, называется Малая Повалиха.

## Притоки
- ручей Падун
- 33 км: Падун (лог Сурьев)
- 72 км: Ефремиха
- 77 км: Журавлиха

## Данные водного реестра
По данным государственного водного реестра России относится к Верхнеобскому бассейновому округу, водохозяйственный участок реки — Обь от города Барнаул до Новосибирского гидроузла, без реки Чумыш, речной подбассейн реки — бассейны притоков (Верхней) Оби до впадения Томи. Речной бассейн реки — (Верхняя) Обь до впадения Иртыша.